# تیم ملی فوتبال زیر ۲۱ سال اسلوونی
تیم ملی فوتبال زیر ۲۱ سال اسلوونی (انگلیسی: Slovenia national under-21 football team) یا تیم ملی فوتبال جوانان اسلوونی، نماینده کشور اسلوونی در مسابقات فوتبال جوانان اروپا و جهان است که زیر نظر اتحادیه فوتبال اسلوونی فعالیت می‌کند. 